# Михайлівка (Апостолівська міська громада)
Миха́йлівка (в минулому — Михайлівка-Апостолова) — село в Україні, в Апостолівській міській територіальній громаді Криворізького району Дніпропетровської області.
Населення — 1 332 мешканців.

## Географія

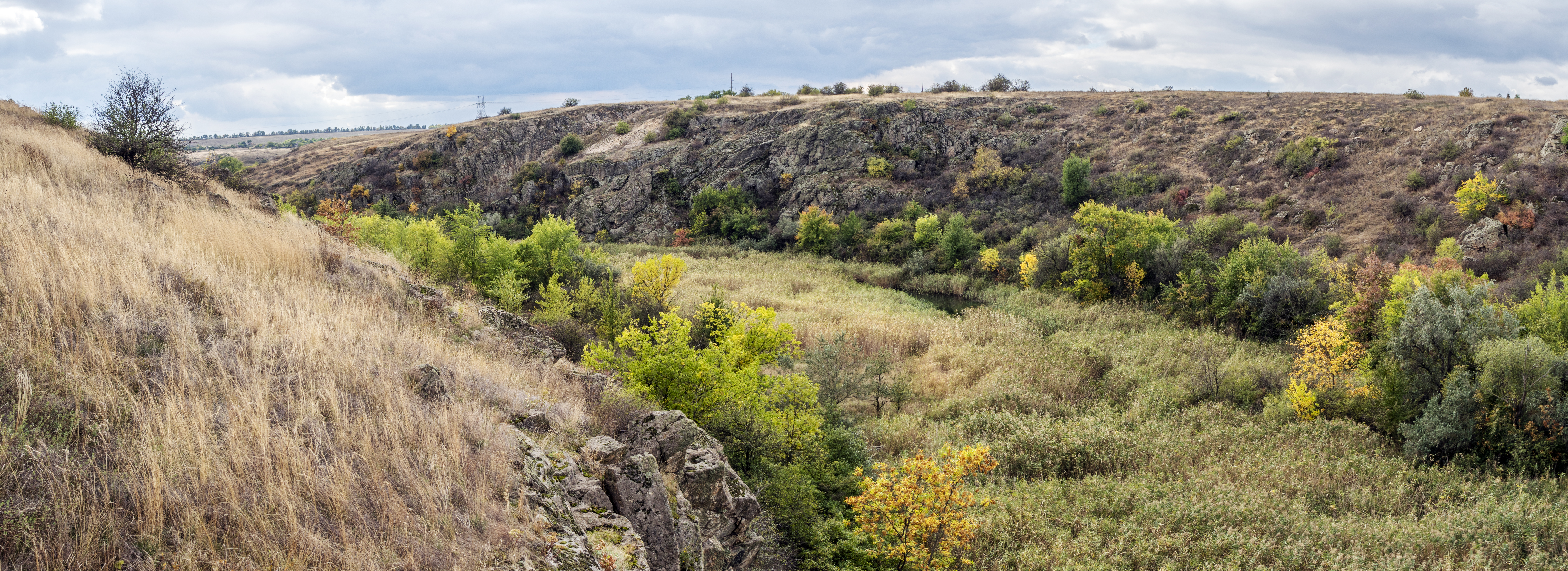
Кам'янський прибережно-річковий комплекс

Село Михайлівка знаходиться на березі річки Кам'янка. На півдні межує з селом Михайло-Заводське, на сході з селищем Жовте, а на півночі - з с. Широчани.
У селі річка Балка Таранова впадає у річку Кам'янку.

## Історія
Археологічні дослідження курганів під назвами Півнева, Дзигина, Довга Могили стверджують: на цій території перші поселення з'явилися ще в бронзову добу (II—І тисячоліття до н. е.). В окремих курганах знайдено поховання кочівників XI-XIV століть.
Жителі села не були покріпачені. Станом на 1886 рік у селі, центрі Михайлівської волості Херсонського повіту Херсонської губернії, мешкало 879 осіб, налічувалось 148 дворів, існували православна церква та земська станція.
Дмитро Яворницький, на прохання свого друга генерал-лейтенанта Олексія Миколайовича Синельникова у 1897 році проводив розкопки курганів поблизу села. Зокрема Дмитро Іванович дослідив так звані аристократичні кургани: «Баби» і «Розкопана могила». Знахідки перевершили усі очікування. Золоті скіфські речі (чаша, куман та ін.), за пропозицією Імператорської Археологічної комісії, були представлені у березні 1898 р. в Ермітажі.
На початку XX століття у Михайлівці відбулися селянські заворушення. В 1906 році селяни напали на економію графині Воронцової-Дашкової в селі Михайло-Заводському. Виступ було подавлено, найактивніших учасників заарештували.

### Сільськогосподарська станція Нансена

Збиральна техніка колгоспу «Перемога». Михайлівка, 1967 рік.

Знаний у світі норвезький полярний дослідник Фрітьйоф Нансен брав активну участь в організації та наданні допомоги голодуючим у Поволжі. В 1922 році за свою діяльність удостоєний Нобелівської премії миру в розмірі 122 000 крон. Бажаючи запропонувати допомогу Радянському Союзу і вважаючи при цьому, що основні причини голоду лежали в низькому рівні сільськогосподарської культури, Нансен розробив проект по створенню в Союзі декількох показових сільськогосподарських дослідних станцій.  Вибір місць побудови станцій припав на Михайлівку і село Росташі Балашовського повіту (нині Саратовська область Росії).
Нова економічна політика дозволяла іноземцям орендувати в СРСР землю. З січня 1923 року в Москві йшли переговори про створення показових станцій, що використовують передовий досвід роботи в сільському господарстві. Згідно з задумом Нансена працювати на цих станціях повинно було місцеве населення, а керуючими виступали іноземці, які повинні були впровадити нові методи господарювання: кредитування селян видачею насіння, худоби, землеробських знарядь. Планувався ввезення до Союзу сільськогосподарських машин. Загальна сума витрат Нансена становила 2 млн карбованців.
5 червня 1923 року був підписаний п'ятирічний договір, згідно з яким Уряд СРСР безоплатно виділяв Нансену в концесію ділянки землі, субсидіював необхідну на перший рік кількість насіння і надавав 50-відсоткову знижку на провезення територією СРСР іноземної сільгосптехніки та інвентарю. Нансен зобов'язався інвестувати в кожне господарство по 10 тисяч англійських фунтів.
Відомо, що на станції в Михайлівці крім іншого продовжив діяльність колишній панський конезавод, що вирощував, у тому числі, скакових рисаків, побудований молокопереробний завод. При обробці ґрунту використовувалися важкі дискові борони. На полях були встановлені телефонні будки, через які здійснювався зв'язок при роботах. При станції проводилося навчання спеціальностей механізатора, агронома, меліоратора. Для всіх робітників встановлювався 10-ти годинний робочий день влітку, і 8-годинний — взимку. Заробітна плата надавалася грошима. Персоналу видавався спецодяг і посуд.
Незважаючи на ці досягнення робота господарства йшла погано, воно залишалося збитковим і 22 лютого 1927 було ліквідоване.
Після переходу станції під контроль держави тут був організований показовий насінницький радгосп ім. Нансена.
У 1953 році на хвилі кампанії по боротьбі з космополітизмом він був перейменований на «Прогрес».
У 1968 році господарство змінило профіль і стало іменуватися Михайлівською птахофабрикою.

## Населення
Згідно з переписом УРСР 1989 року чисельність наявного населення села становила 1771 особа, з яких 818 чоловіків та 953 жінки.
За переписом населення України 2001 року в селі мешкали 1522 особи.

### Мова
Розподіл населення за рідною мовою за даними перепису 2001 року:
| Мова       | Відсоток |
| ---------- | -------- |
| українська | 91,67 %  |
| російська  | 6,74 %   |
| білоруська | 1,06 %   |
| румунська  | 0,13 %   |
| молдовська | 0,07 %   |
| німецька   | 0,07 %   |
| інші       | 0,26 %   |

## Економіка
- Птахо-товарна і свино-товарна ферми.
- «Валентина», селянське господарство.

## Об'єкти соціальної сфери
У Михайлівці збудовані середня школа, два клуби, дві бібліотеки.

## Релігія
Відомо що в селі було збудовано Трьохсвятительский храм, при ньому церковнопарафіяльна школа. Була вона однокупольна, вкрита залізом, і в 1941-1948 роки відносилася до Криворізького благочиння Херсонсько-Таврійської єпархії. Священиком у цей період був призначений Ананій Фортунатович Пухсальський, який народився 1869 році, закінчив учительську семінарію, а священиком рукоположений 15 серпня 1910 року. 24 листопада 1926 року був нагороджений золотим наперсним хрестом.
Дияконом був Павло Маркіянович Доброгаєв, рукоположений з третього курсу консерваторії єпископом Димитрієм. Старостою був Афанасій Романович Солонко. Його помічниками були Зінаїда Іванівна Суханова, казначей Яків Іванович Кучеренко, голова ревізійної комісії Порфирій Євфимович Лічний.
Тепер храм, який назвали на честь Святого Архистратига Божого Михаїла (ПЦУ) (вул. Центральна, 1-А), відновлюється.
Також в селі знаходиться Молитовний дім Церкви ХВЄ (вул. Поштова, 37).

## Відомі люди
В 1949 році за високі врожаї пшениці ланковій Є. М. Корчевій присвоєно звання Героя Соціалістичної Праці.
В селі народився відомий український журналіст і політичний діяч Семенко Юрій Сергійович.